# Adonis flammea
Adonis flammea là một loài thực vật có hoa trong họ Mao lương. Loài này được Jacq. mô tả khoa học đầu tiên năm 1776.

## Hình ảnh

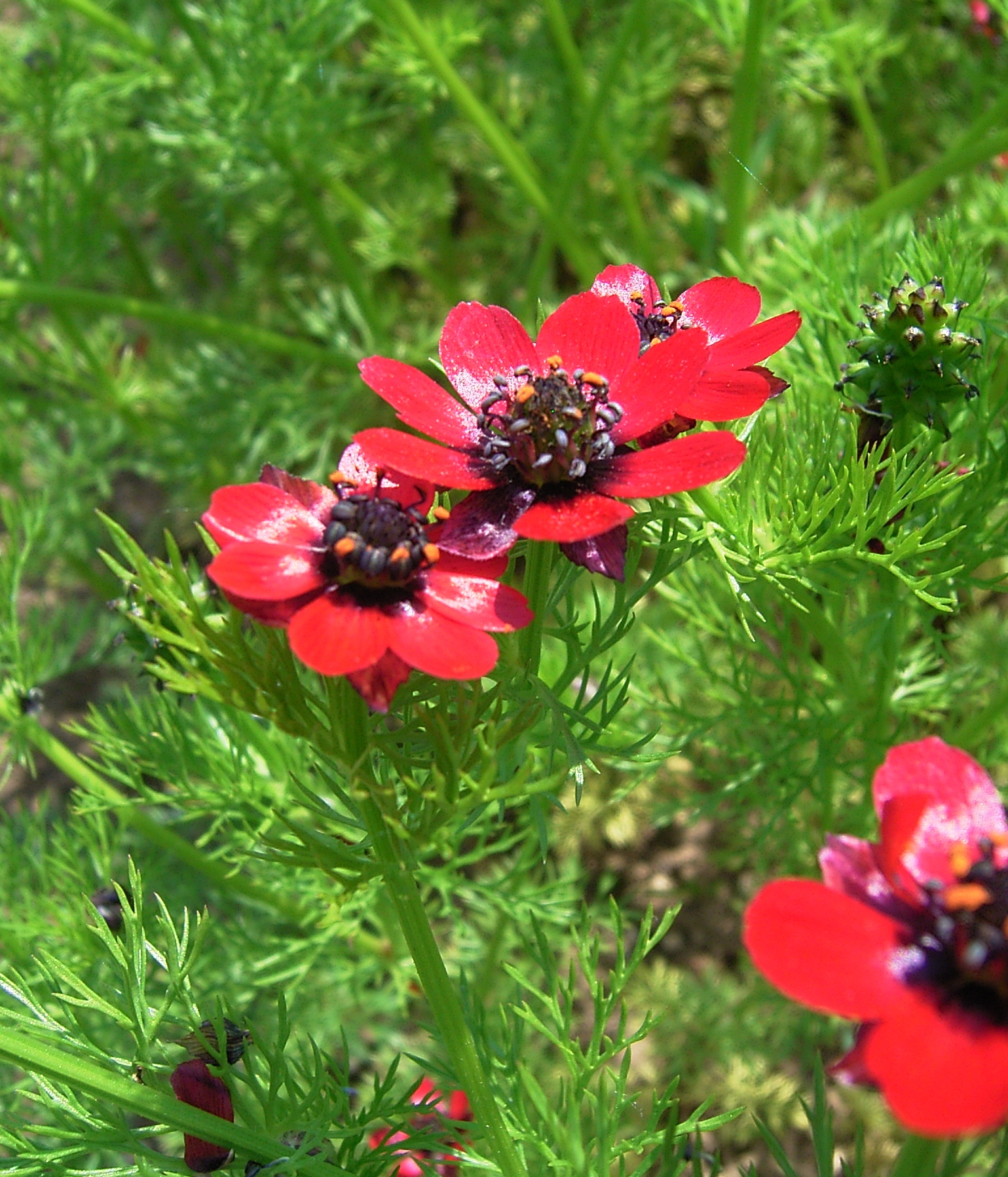
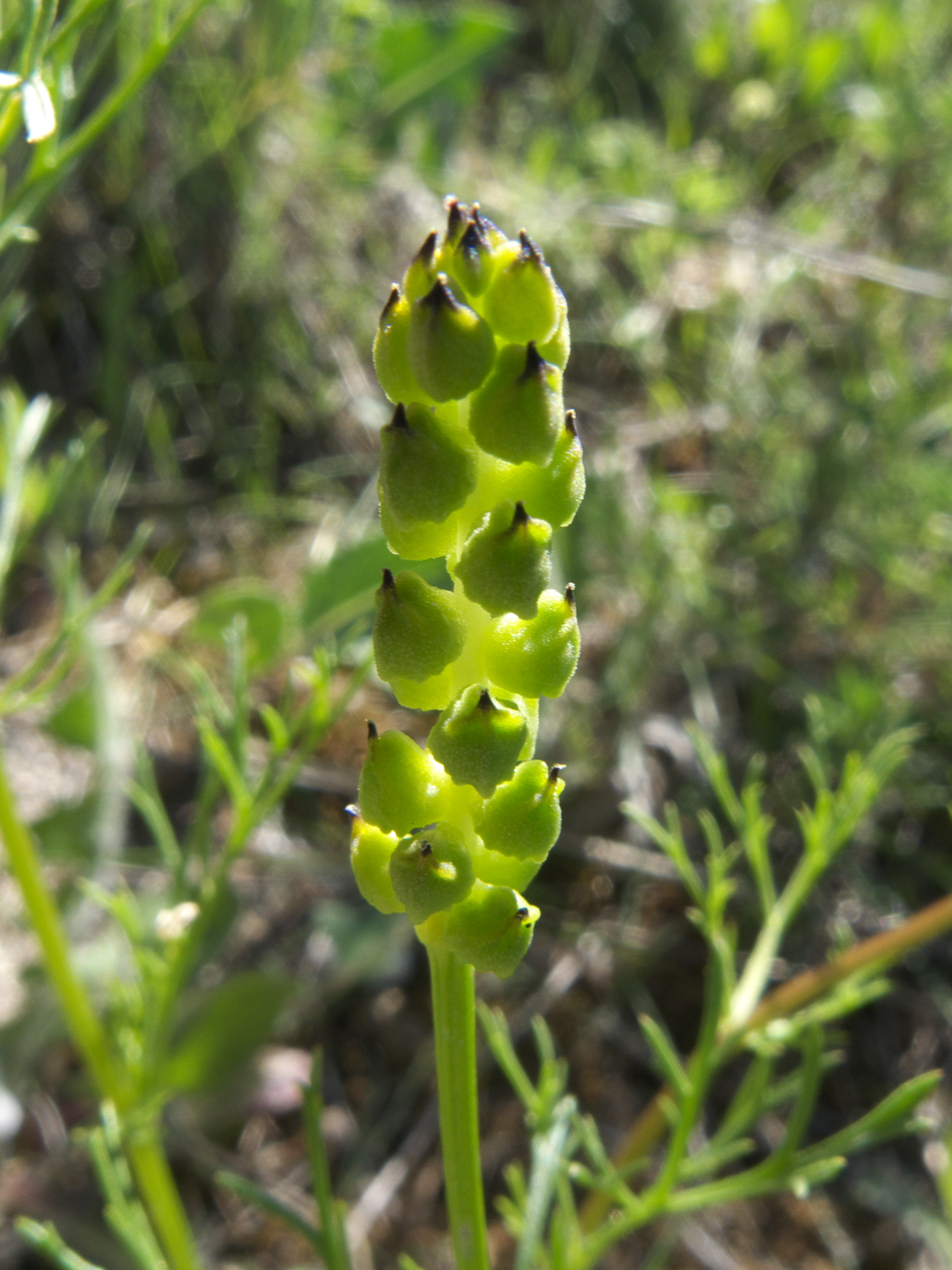
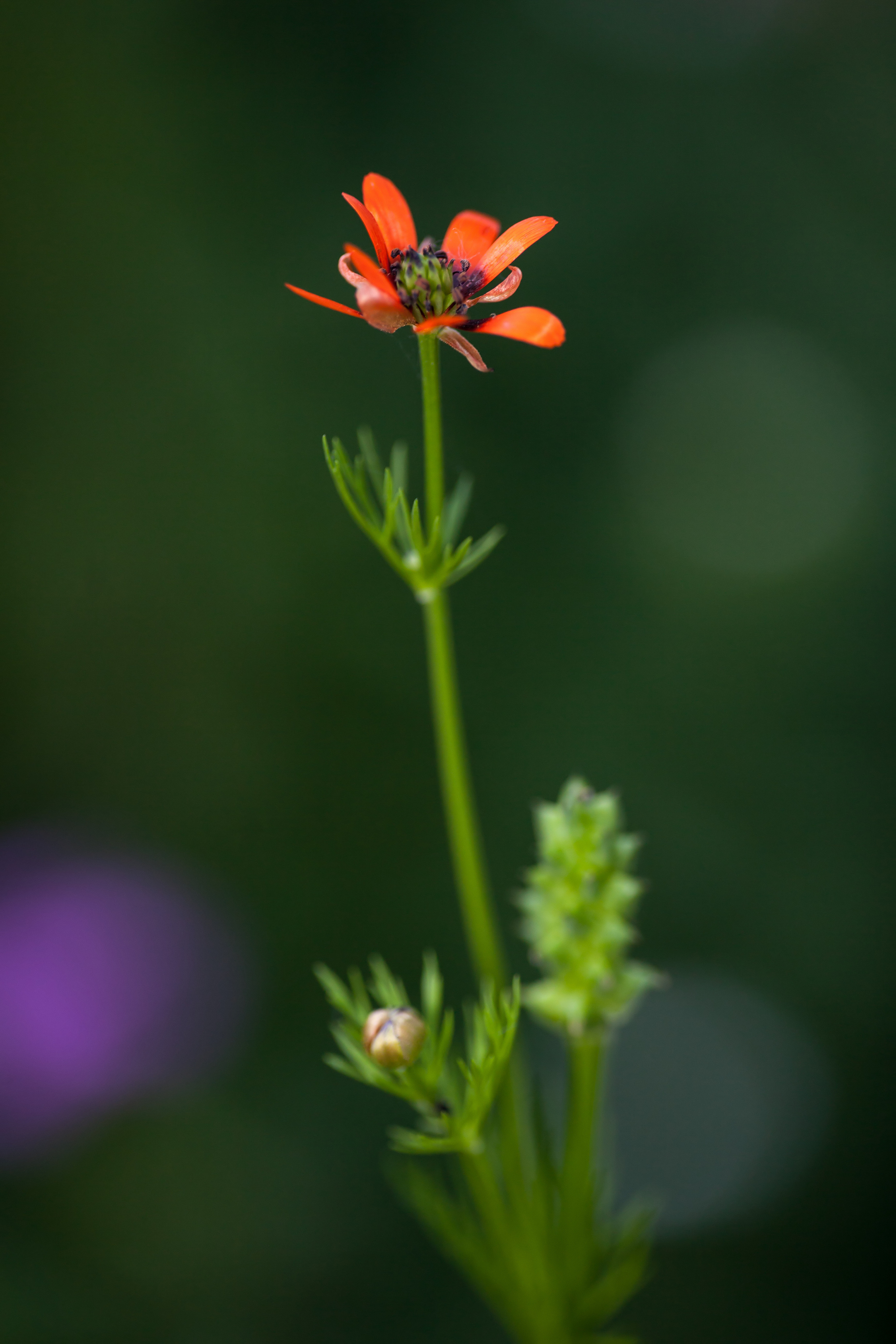
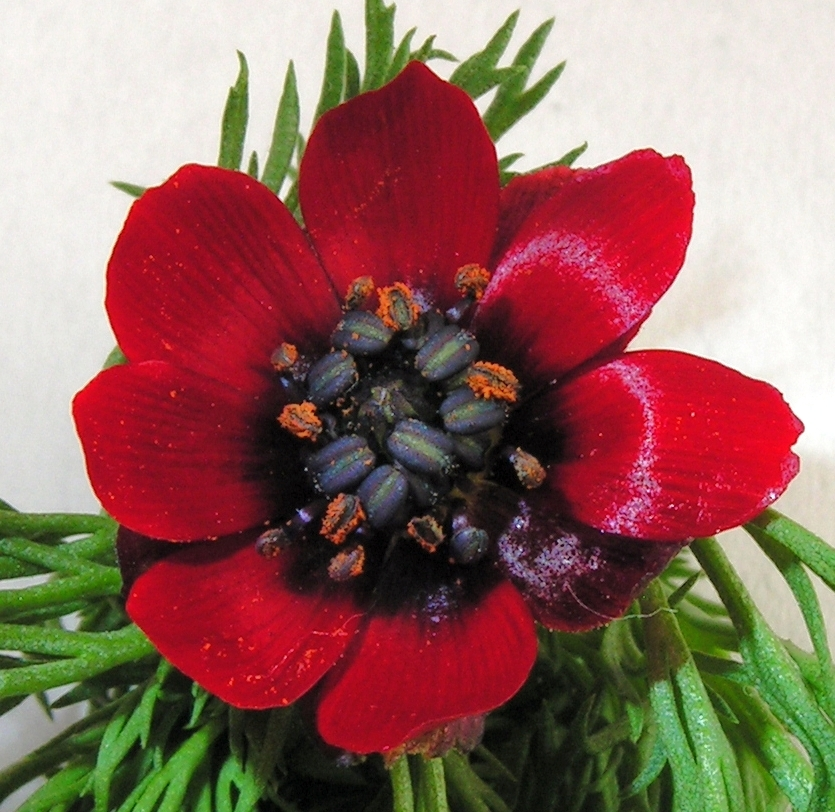